# Cahiers des Amériques latines
Les Cahiers des Amériques Latines (CAL) sont une revue scientifique spécialisée en sciences humaines et sociales. C'est l'une des principales revues françaises consacrées à l'Amérique latine. Trois numéros paraissent chaque année.

## Histoire
La revue est créée en 1968 par l'Institut des Hautes Etudes de l'Amérique Latine. La revue est arrêtée en 1984 avant de reparaître l'année suivante.
Au début des années 1990, elle fait partie des quatre revues scientifiques de référence en France sur l'Amérique latine, avec Caravelle de l'Institut Pluridisciplinaire pour les Études sur les Amériques à Toulouse (IPEAT), Problèmes d'Amérique Latine de la Documentation Française et América du Centre de recherche interuniversitaire sur les champs culturels en Amérique latine (CRICCAL).

## Direction
La revue est dirigée par l'historien Olivier Compagnon et la géographe Virginie Baby-Collin. Elle est composée d'un comité scientifique international et un comité de rédaction, lui-même composé pour moitié par des chercheurs associés à l'Institut des hautes études de l'Amérique latine et de chercheurs spécialistes de l'Amérique latine extérieurs à l'institut, qui publie lui-même la revue via les Presses de l'université Paris-Sorbonne.
Tous les articles sont soumis à évaluation par les pairs et à l'approbation du comité de rédaction avant publication.